# Дзеркало сайту
Дзеркало сайту — сайт, який є копією іншого сайту. Концепція дзеркалювання застосовується до мережевих служб, доступних через будь-який протокол, наприклад HTTP або FTP. Такі сайти мають інші URL-адреси, ніж оригінальний сайт, але містять ідентичний або майже ідентичний вміст. Дзеркальні сайти часто розташовують в іншому географічному регіоні, ніж оригінальний сайт. Метою дзеркал є зменшення мережевого трафіку, підвищення швидкості доступу, забезпечення доступності оригінального сайту з технічних чи політичних причин, або забезпечення резервного копіювання оригінального сайту в реальному часі. Дзеркала сайтів особливо важливі в країнах, що розвиваються, де доступ до інтернету може бути повільнішим або менш надійним.
Дзеркала сайтів активно використовувалися на початку інтернету, коли більшість користувачів отримували доступ через комутоване з'єднання, а хребет Інтернету мав значно нижчу пропускну здатність, ніж нині, що робило географічно локалізовану мережу дзеркал суттєвою перевагою. Завантажувані архіви мереж Info-Mac, Tucows і CPAN, мають дзеркала у всесвітній мережі, яка робить їхній вміст доступним через HTTP або анонімний FTP. Деякі з цих мереж, наприклад Info-Mac або Tucows, більше не активні або видалили свої дзеркальні завантажувані розділи, але деякі, як-от CPAN або дзеркала пакунків Debian, все ще активні 2023 року. Debian видалив FTP-доступ до своїх дзеркал 2017 року через зниження використання та відносну стагнацію протоколу FTP, зважаючи на відсутність підтримки FTP-серверами кешування та балансування навантаження, доступних для HTTP. Поряд із IPv4 сучасні дзеркала підтримують HTTPS і IPv6.
Деякі дзеркал не копіюють весь вміст оригінального сервера через технічні обмеження або містять лише частину даних, яка відповідає їхнім цілям, наприклад, програмне забезпечення, написане певною мовою програмування, призначене для однієї комп'ютерної платформи, або написане одним автором. Ці сайти називають частковими дзеркалами або вторинними дзеркалами.

## Приклади
Відомими сайтами з дзеркалами є Project Gutenberg, KickassTorrents, The Pirate Bay, WikiLeaks, вебсайт Агентства з охорони довкілля та Вікіпедія. Часткове дзеркалювання мають проєкти безкоштовного програмного забезпечення з відкритим сирцевим кодом, такі як GNU, зокрема дистрибутиви Linux CentOS, Debian, Fedora, і Ubuntu; вони забезпечують дзеркала сайтів для завантаження (оскільки на них очікується високе навантаження на сервер). Багато постачальників застосунків із відкритим кодом використовують дзеркала: VideoLAN — для розповсюдження VLC Media Player, The Document Foundation — для розповсюдження LibreOffice тощо.
Для технологічних компаній, наприклад, Microsoft, Hewlett-Packard або Apple, звичайним було підтримувати мережу дзеркал, доступних через HTTP або анонімний FTP, де розміщували оновлення програмного забезпечення, зразки коду та різноманітні вільно завантажувані утиліти. Більшість із цих сайтів закрито в перші десятиліття XXI століття: Apple припинила роботу своїх FTP-служб 2012 року, а Microsoft припинила оновлення 2010 року. Сьогодні вміст низки цих дзеркал сайтів архівується на The FTP Site Boneyard. Окремі користувачі використовують програмне забезпечення для збирання даних із вебсторінок, щоб створювати статичні дампи сайтів, наприклад BBC Top Gear і RedFlagDeals.